# 科洛涅 (阿爾巴尼亞)
科洛涅是阿爾巴尼亞东南部科赤州的一个市镇。该市镇包括8个行政分区，行政中心为愛爾塞克镇。市镇面積为865平方公里，2011年人口数量为11,070人。该市镇与原科隆耶區范围相同。